# Shadowlands
Shadowlands (en España, Tierras de penumbra; en México, La tierra de sombras) es una película británica biográfica-dramática de 1993 dirigida por Richard Attenborough y protagonizada por Anthony Hopkins, Debra Winger, Edward Hardwicke y Joseph Mazzello. La película se centra en la relación entre el escritor C. S. Lewis y su esposa Joy Davidman, recogida en su libro Una pena en observación.
Está basada en una producción televisiva de 1985 y una adaptación teatral con el mismo título, escrita para Thames Television por Brian Sibley y Norman Stone y titulada en principio I Call it Joy. Sibley escribió después el libro Shadowlands: The True Story of C. S. Lewis and Joy Davidman.

## Sinopsis
Ambientada en la década de 1950, la historia se centra en el profesor y escritor británico C. S. Lewis, un erudito reservado, soltero y de mediana edad, académico en el Magdalen College de la Universidad de Oxford y autor de la famosa serie de libros para niños Las crónicas de Narnia, y su relación con la poetisa divorciada estadounidense Joy Gresham y su hijo Douglas.
Lo que empieza como una reunión oficial de dos mentes muy diferentes se desarrolla lentamente en un intenso sentimiento de amor y conexión. Lewis encuentra su tranquila vida con su hermano Warnie interrumpida por la activa Gresham, cuyo comportamiento desinhibido ofrece un agudo contraste con la rigidez de la sensibilidad de unos hombres dominados por el estilo tradicional de la universidad. Cada uno proporciona al otro nuevas formas de ver el mundo. Al principio su matrimonio es de conveniencia, una unión platónica diseñada para permitir que Gresham permaneciera en Inglaterra. Pero cuando le dan un diagnóstico de cáncer, los sentimientos más profundos salen a la superficie, lo que lleva a que las creencias y la fe de Lewis empiecen a tambalear.

## Reparto
- Anthony Hopkins ... C. S. Lewis.
- Debra Winger ... Joy Gresham
- Edward Hardwicke ... Warnie Lewis
- Joseph Mazzello ... Douglas Gresham
- James Frain ... Peter Whistler
- Julian Fellowes ... Desmond Arding
- Michael Denison ... Harry Harrington
- John Wood ... Christopher Riley

## Premios y candidaturas
- Óscar a la mejor actriz (Debra Winger, nominada).
- Óscar al mejor guion adaptado (nominada).
- BAFTA-Alexander Korda a la mejor película británica (ganadora).
- BAFTA a la mejor película (nominada).
- BAFTA al mejor actor (Anthony Hopkins, ganador).
- BAFTA a la mejor actriz (Winger, nominada).
- BAFTA al mejor director (Attenborough, nominado).
- BAFTA al mejor guion adaptado (nominado).
- National Board of Review al Mejor Actor (Hopkins, ganador).
- Los Angeles Film Critics Association Award for Best Actor (Hopkins, ganador).
- Southeastern Film Critics Association Award for Best Actor (Hopkins, ganador).